# Spiele des Lebens
The Trials of Life ist eine 1990 von der BBC produzierte 12-teilige Tierdokumentation des englischen Natur- und Verhaltensforschers David Attenborough, die in Deutschland unter dem Titel Spiele des Lebens mehrfach gezeigt wurde.
Ebenfalls unter dem Namen Spiele des Lebens wurden 6 Teile „Das Geheime Leben der Pflanzen“ Produziert. Ebenfalls kommentiert vom englischen Natur- und Verhaltensforschers David Attenborough.
Exemplarisch zeichnet Attenborough die wesentlichen Merkmale und Stationen menschlichen und tierischen Lebens auf dem Planeten nach.

## Teile
Spiele des Lebens: Tierdokumentationen
- Geburt
- Kindheit
- Partnerwahl
- Fortpflanzung
- Orientierung
- Partner und Parasiten
- Suche nach Nahrung
- Wohnen
- Verständigung
- Kämpfen
- Jäger und Gejagte
- Verbündete und Rivalen

Spiele des Lebens : Das Geheime Leben der Pflanzen
- Wandern
- Wachsen
- Blühen
- Der Soziale Kampf
- Zusammenleben
- Überleben

## Sonstiges
Wissenschaftlich bedeutsam wurde die Serie, als es dem Team während der Dreharbeiten erstmals gelang, reale Aufnahmen jagender Schimpansen zu machen. Was bereits mehrfach vermutet wurde, aber nie mit Sicherheit feststand, konnte so bewiesen werden: Die sich ansonsten überwiegend von Pflanzen ernährenden Affen finden sich in besonderen Situationen der Nahrungsknappheit zusammen und machen organisierte Jagd auf z. B. Stummelaffen, die sie in die Gipfel der Bäume treiben, dort stellen und durch auseinanderziehen der Extremitäten regelrecht vierteilen.
Markanter i-Punkt der Sendereihe war hingegen ein wurmartiger Parasit (Leucochloridium paradoxum), der die Fühler von Schnecken befällt, sich dort entwickelt und um sich schließlich fortpflanzen zu können, anfängt zu blinken und außerdem das Verhalten der Schnecke auf Tagaktivität "umprogrammiert", so dass Vögel auf die blinkenden Fühler aufmerksam werden, die Schnecke attackieren und so den Wurm verspeisen. Beim späteren Koten scheiden sie Eier des Wurms aus, welche wieder von Schnecken aufgenommen werden.
Die Musik stammt im Original von George Fenton. Sprecher in der deutschen Fassung ist der Synchronsprecher Axel Wostry vom Bayerischen Rundfunk. Die Dokumentation ist in Buch- und Videoform erhältlich.